# Bagneaux
Bagneaux é uma comuna francesa na região administrativa de Borgonha-Franco-Condado, no departamento de Yonne. Estende-se por uma área de 15,89 km². Em 2010 a comuna tinha 212 habitantes (densidade: 13,3 hab./km²).